# Short track na Zimowych Igrzyskach Olimpijskich 2006 – bieg na 500 m mężczyzn
Bieg na 500 metrów mężczyzn był jedną z konkurencji short tracku rozegranych podczas Zimowych Igrzysk Olimpijskich 2006, która została rozegrana w dniach 22 - 25 lutego w hali Palavela. W zawodach wystartowało 27 zawodników z 16 krajów.

## Format zawodów
Z każdego z biegów eliminacyjnych dwóch pierwszych zawodników oraz dwóch z najlepszymi czasami z trzecich miejsc awansowało do ćwierćfinałów. Z każdego z ćwierćfinałów do półfinałów awansowało dwóch zawodników. Z półfinałów dwaj pierwsi zawodnicy awansowali do finału A pozostali do finału B.

## Wyniki

### Eliminacje
| Bieg | Pozycja | Zawodnik                | Kraj              | Czas     | Uwagi |
| ---- | ------- | ----------------------- | ----------------- | -------- | ----- |
| 1    | 1.      | Ahn Hyun-soo            | Korea Południowa  | 42,960   | Q     |
| 1    | 2.      | Dariusz Kulesza         | Polska            | 43,416   | Q     |
| 1    | 3.      | Tyson Heung             | Niemcy            | 43,572   |       |
| 2    | 1.      | Éric Bédard             | Kanada            | 42,480   | Q     |
| 2    | 2.      | Jon Eley                | Wielka Brytania   | 42,511   | Q     |
| 2    | 3.      | Wiaczesław Kurginian    | Rosja             | 43,183   |       |
| 2    | 4.      | Alex McEwan             | Australia         | 45,173   |       |
| 3    | 1.      | Wim De Deyne            | Belgia            | 42,883   | Q     |
| 3    | 2.      | Arian Nachbar           | Niemcy            | 43,006   | Q     |
| 3    | 3.      | Władimir Grigorjew      | Ukraina           | 43,583   |       |
| 3    | 4.      | Matúš Užák              | Słowacja          | 44,525   |       |
| 4    | 1.      | Satoru Terao            | Japonia           | 42,607   | Q     |
| 4    | 2.      | François-Louis Tremblay | Kanada            | 42,779   | Q     |
| 4    | 3.      | Cees Juffermans         | Holandia          | 42,849   | q     |
| 4    | -       | Seo Ho-jin              | Korea Południowa  | DSQ      |       |
| 5    | 1.      | Li Jiajun               | Chiny             | 42,914   | Q     |
| 5    | 2.      | éter Darázs             | Węgry             | 42,929   | Q     |
| 5    | 3.      | Michaił Rażyn           | Rosja             | 44,077   |       |
| 5    | 4.      | Anthony Lobello         | Stany Zjednoczone | 1:14,000 |       |
| 6    | 1.      | Lee Ho-suk              | Korea Południowa  | 42,676   | Q     |
| 6    | 2.      | Li Haonan               | Chiny             | 42,703   | Q     |
| 6    | 3.      | Nicola Rodigari         | Włochy            | 42,819   | q     |
| 6    | 4.      | Pieter Gysel            | Belgia            | 42,980   |       |
| 7    | 1.      | Apolo Ohno              | Stany Zjednoczone | 42,836   | Q     |
| 7    | 2.      | Roberto Serra           | Włochy            | 43,120   | Q     |
| 7    | 3.      | Takafumi Nishitani      | Japonia           | 43,212   |       |
| 7    | 4.      | Paul Stanley            | Wielka Brytania   | 43,486   |       |

### Ćwierćfinały
Ćwierćfinał 1
| Pozycja | Zawodnik        | Kraj             | Czas   | Uwagi |
| ------- | --------------- | ---------------- | ------ | ----- |
| 1.      | Ahn Hyun-soo    | Korea Południowa | 42,213 | Q     |
| 2.      | Satoru Terao    | Japonia          | 42,471 | Q     |
| 3.      | Cees Juffermans | Holandia         | 42,515 |       |
| 4.      | Arian Nachbar   | Niemcy           | 42,605 |       |

Ćwierćfinał 2
| Pozycja | Zawodnik        | Kraj             | Czas     | Uwagi |
| ------- | --------------- | ---------------- | -------- | ----- |
| 1.      | Li Jiajun       | Chiny            | 43,105   | Q     |
| 2.      | Nicola Rodigari | Włochy           | 43,701   | Q     |
| 3.      | éter Darázs     | Węgry            | 1:01,289 |       |
| 4.      | Lee Ho-suk      | Korea Południowa | 1:22,896 |       |

Ćwierćfinał 3
| Pozycja | Zawodnik      | Kraj            | Czas   | Uwagi |
| ------- | ------------- | --------------- | ------ | ----- |
| 1.      | Éric Bédard   | Kanada          | 42,267 | Q     |
| 2.      | Jon Eley      | Wielka Brytania | 42,424 | Q     |
| 3.      | Roberto Serra | Włochy          | 42,773 |       |
| -       | Li Haonan     | Chiny           | DSQ    |       |

Ćwierćfinał 4
| Pozycja | Zawodnik                | Kraj              | Czas   | Uwagi |
| ------- | ----------------------- | ----------------- | ------ | ----- |
| 1.      | Apolo Ohno              | Stany Zjednoczone | 42,020 | Q     |
| 2.      | François-Louis Tremblay | Kanada            | 42,110 | Q     |
| 3.      | Wim De Deyne            | Belgia            | 42,979 |       |
| -       | Dariusz Kulesza         | Polska            | DSQ    |       |

### Półfinały
Półfinał 1
| Pozycja | Zawodnik                | Kraj              | Czas   | Uwagi |
| ------- | ----------------------- | ----------------- | ------ | ----- |
| 1.      | François-Louis Tremblay | Kanada            | 42,261 | QA    |
| 2.      | Apolo Ohno              | Stany Zjednoczone | 42,400 | QA    |
| 3.      | Jon Eley                | Wielka Brytania   | 42,650 | ADV   |
| -       | Li Jiajun               | Chiny             | DSQ    |       |

Półfinał 2
| Pozycja | Zawodnik        | Kraj             | Czas   | Uwagi |
| ------- | --------------- | ---------------- | ------ | ----- |
| 1.      | Ahn Hyun-soo    | Korea Południowa | 41,826 | QA    |
| 2.      | Éric Bédard     | Kanada           | 41,950 | QA    |
| 3.      | Satoru Terao    | Japonia          | 42,120 | QB    |
| 4.      | Nicola Rodigari | Włochy           | 42,131 | QB    |

### Finał B
| Pozycja | Zawodnik        | Kraj    | Czas   | Uwagi |
| ------- | --------------- | ------- | ------ | ----- |
| 6.      | Satoru Terao    | Japonia | 42,377 |       |
| 7.      | Nicola Rodigari | Włochy  | 42,398 |       |

### Finał A
| Pozycja | Zawodnik                | Kraj              | Czas   | Uwagi |
| ------- | ----------------------- | ----------------- | ------ | ----- |
| 1.      | Apolo Ohno              | Stany Zjednoczone | 41,935 | OR    |
| 2.      | François-Louis Tremblay | Kanada            | 42,002 |       |
| 3.      | Ahn Hyun-soo            | Korea Południowa  | 42,089 |       |
| 4.      | Éric Bédard             | Kanada            | 42,093 |       |
| 5.      | Jon Eley                | Wielka Brytania   | 42,497 |       |